# Carrick Castle (County Kildare)
Carrick Castle (irisch Caisleán na Carraige oder Caisleán Charraig Fheorais) ist die Ruine einer Höhenburg im irischen County Kildare, etwa 5 km nördlich von Edenderry im County Offaly.
Es handelt sich dabei um einen hohen Turm mit quadratischem Grundriss, der wohl ursprünglich 27 Meter hoch war und eine Seitenlänge von 9,6 Metern hatte. Diese Burg ließ Sir Pierce de Bermingham im 13. Jahrhundert an der Stelle des Massakers an den O’Connors errichten.
Durch seine Lage auf dem Carrick Hill bietet sich ein eindrucksvoller Ausblick und diese Lage wurde, wie bei Carbury Castle, unter Verteidigungsaspekten gewählt. Leider befindet sich die Burg in stark verfallenem Zustand; nur noch zwei Mauern sind erhalten geblieben. Aber einige Details sind noch sichtbar, z. B. Fenster und Kamine. Links von Carrick Castle liegen eine aufgegebene Kirche und ein Friedhof.

## Weblinks

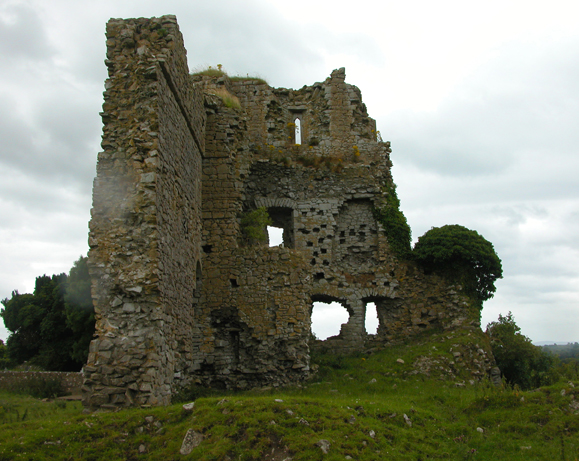
Blick ins Innere der Burg